# Ontmoeting van Kelly-Hopkinsville

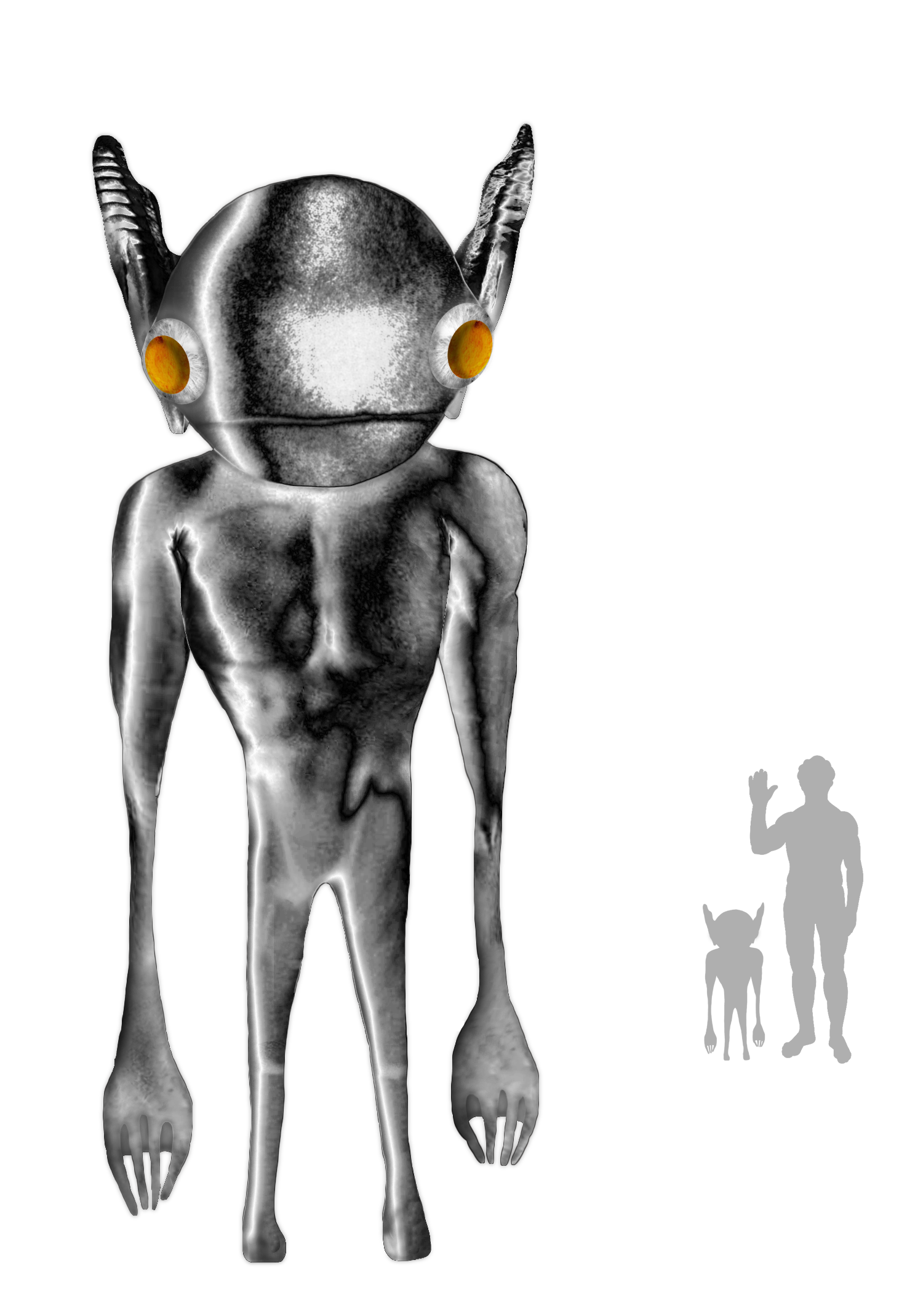
Een artist's impression van een Hopkinsville Goblin.

De Ontmoeting van Kelly-Hopkinsville (Engels: Kelly-Hopkinsville encounter) is een naam, gegeven aan een opeenvolging van ontmoetingen met vermeende buitenaardse wezens. Het incident vond plaats in 1955 bij een boerderij, destijds in het bezit van de familie 'Sutton', in het gebied tussen de stad Kelly en het stadje Hopkinsville, gelegen in het gebied Christian County in Kentucky, Verenigde Staten.
Leden van de twee aanwezige families in de boerderij melden vreemde onverklaarbare wezens te hebben gezien. Andere getuigen rapporteerden ook lichten in de lucht en vreemde geluiden.
De Ontmoeting van Kelly-Hopkinsville wordt door ufologen beschouwd als een van de belangrijkste en best gedocumenteerde zaken in de geschiedenis van ufo-incidenten.

## Het verhaal
De groep getuigen bestaat uit zeven mensen die bij de twee families horen die aanwezig waren in de boerderij en uit vier mensen in de omgeving. Verschillende politieagenten zagen onverklaarbare lichten in de nachtelijke hemel en hoorden vreemde geluiden die nacht.
De zeven mensen die aanwezig waren in de boerderij werden geterroriseerd door een onbekend aantal wezens, die sinds die tijd "Hopkinsville Goblins" genoemd worden.
De bewoners van de boerderij vertelden dat de wezens ongeveer een meter lang waren met rechtopstaande puntige oren en magere ledematen. Omdat de wezens hun benen niet gebruikten en rondzweefden, waren deze volledig overbodig. Aan hun lange dunne armen zouden scherpe klauwen zitten. De schepsels hadden een zilveren huidskleur of droegen een zilveren pak. Enkele keren leken hun bewegingen de zwaartekracht te tarten aangezien ze boven de grond zweefden en op hoge plekken verschenen. Ze "liepen" met slingerende bewegingen alsof ze zich door water voortbewogen. Ondanks dat de schepsels het huis nooit zijn binnengekomen, zijn ze wel meerdere malen bij de ramen en bij de deur verschenen. De wezens beangstigden de bewoners en hierdoor werden ook de kinderen wakker. In het midden van de nacht vluchtten de families uit de boerderij om naar het politiebureau te gaan. Sheriff Russell Greenwell merkte op dat de families door angst zichtbaar aan het rillen waren. De families keerden terug naar de boerderij samen met sheriff Greenwell en twintig politieagenten, maar de wezens waren weg. De politie dacht wel te kunnen zien dat er zeker iets gebeurd was, gezien de schade aan het huis. Ook zou de politie lichten gezien hebben en geluiden hebben gehoord. De getuigen beweerden ook wapens te hebben gebruikt om op de wezens te schieten. Dit bleek later weinig tot geen effect te hebben gehad. Daarbij zou het huis en het omliggende terrein behoorlijk beschadigd zijn tijdens het incident.